# Hệ thống Dữ liệu Thế giới
Hệ thống Dữ liệu Thế giới, viết tắt tiếng Anh là ISC-WDS (World Data System) là một tổ chức phi chính phủ, phi lợi nhuận quốc tế của Hội đồng Khoa học Quốc tế ISC, trước đây là ICSU, hoạt động trong lĩnh vực nghiên cứu quản lý cung cấp hệ thống đữ liệu quốc tế .
ISC-WDS được Hội đồng Khoa học Quốc tế thành lập tại Đại hội đồng lần thứ 29 ở Maputo, Mozambique vào tháng 10 năm 2008..
Tính đến tháng 12/2020 ISC-WDS có 128 thành viên thuộc 4 dạng: 86 thành viên thường trực, 11 thành viên mạng (Network), 11 thành viên đối tác (Partner) và 20 thành viên liên kết (Associate).
Chủ tịch ISC-WDS nhiệm kỳ 2018-2021 là Alex de Sherbinin từ  Hoa Kỳ , nhiệm kỳ 2015-2018 là Sandy Harrison từ  Anh Quốc. Chủ tịch nhiệm kỳ trước (2012–2015) là Jean-Bernard Minster từ  Hoa Kỳ. 

## Lịch sử
ISC-WDS xây dựng trên cơ sở di sản 50+ năm của Trung tâm Dữ liệu Thế giới và Liên đoàn các Dịch vụ phân tích dữ liệu thiên văn và Địa vật lý, thành lập bởi Hội đồng Khoa học Quốc tế (ICSU) để quản lý dữ liệu được tạo ra bởi Năm Vật lý Địa cầu Quốc tế (1957-1958). Nó trở nên rõ ràng sau khi Năm Địa cực Quốc tế (2007-2008) diễn ra thì các cơ quan quản lý dữ liệu đã không thể đáp ứng đầy đủ nhu cầu dữ liệu hiện đại, và do đó năm 2008 ICSU đã giải tán và thay thế bằng Hệ thống Dữ liệu Thế giới của ICSU năm 2009.

## Mục tiêu
Mục tiêu của ISC-WDS là:
- Kích hoạt tính năng tiếp cận phổ cập và công bằng các dữ liệu khoa học đảm bảo chất lượng, các dịch vụ dữ liệu, sản phẩm và thông tin
- Đảm bảo quản lý dữ liệu lâu dài
- Duy trì tuân thủ các thỏa thuận về chuẩn dữ liệu và công ước
- Cung cấp cơ chế để tạo điều kiện và cải thiện tiếp cận dữ liệu và sản phẩm dữ liệu

## Phương cách hoạt động
Để thực hiện chuyển giao thông tin, ISC-WDS đang phấn đấu để xây dựng cộng đồng xuất sắc trên toàn thế giới, xác nhận tin cậy cho các tổ chức thành viên là các nhà cung cấp dịch vụ dữ liệu khoa học, từ các lĩnh vực rộng lớn bằng cách sử dụng các tiêu chuẩn quốc tế được công nhận.
Thành viên WDS này sau đó xây dựng các khối cơ sở hạ tầng chung khả tìm kiếm nào đó để tạo thành một hệ thống dữ liệu mà nó tương thích và phân phối được.
Thành viên đang phát triển đều đặn, sau khi bắt đầu với một nhóm ban đầu của các Thành viên xác nhận (certified Members).
Ứng dụng mới được Ủy ban Khoa học WDS thường xuyên đánh giá trên các tiêu chí như truy cập dữ liệu chất lượng cao, dữ liệu quản lý, và sự tham gia vào các nỗ lực hài hòa hóa và khả năng tương tác rộng..
Ủy ban Chiến lược Thông tin và Dữ liệu của ICSU tại Báo cáo SCID 2008 nhấn mạnh tầm quan trọng của hợp tác chặt chẽ với Ủy ban về Dữ liệu Khoa học và Công nghệ (CODATA - Committee on Data for Science and Technology), và phát triển chiến lược hợp tác về các vấn đề cùng quan tâm.

## Chiến lược 2014–2018
Chiến lược 2014–2018 được đưa ra tại Hội nghị thứ 9 (ngày 17–18 tháng 10/2013) tại Tokyo, Japan, và được hiệu đính tại Hội nghị thứ 10 (31 March–ngày 2 tháng 4 năm 2014) tại Paris, France.
Bản chính thức WDS Strategic Plan 2014–2018 Lưu trữ ngày 30 tháng 5 năm 2015 tại Wayback Machine được công bố tháng 6/2014, hướng đến xây dựng nguồn dữ liệu trực tuyến động (dynamic online resource), đáp ứng nhu cầu phát triển của xã hội và của khoa học.